# 中央信用組合
中央信用組合（ちゅうおうしんようくみあい）は、大阪府大阪市福島区に本店を置く、大阪府内の青果物商業を対象とした業域の信用組合である。
ATMでは、しんくみ お得ねっと提携信用組合のカードによる出金は自組合扱いとなる。

## 沿革
- 1952年9月 大阪青果物商業協同組合を主体として、中央信用組合を設立。